# Oud-Kortgenepolder
De Oud-Kortgenepolder was een polder en een waterschap in de gemeente Kortgene op Noord-Beveland, in de Nederlandse provincie Zeeland.
In 1667 kreeg Willem III, Prins van Oranje en Heer van Kortgene het octrooi voor de bedijking van enkele schorren rond Kortgene. In hetzelfde jaar was de bedijking een feit.
Sedert de oprichting van het afwateringswaterschap Stadspolder c.a. in Noord-Beveland in 1872 was de polder hierbij aangesloten.
Op 1 februari 1953 overstroomde de polder. De polder viel op 7 april weer droog. Ook in 1808 was de polder al eens overstroomd.